# Simafenyő
A simafenyő, amerikai simafenyő vagy kanadai simafenyő (Pinus strobus) a fenyőfélék (Pinaceae) családjába sorolt tűnyalábos fenyő (Pinus) nemzetség egyik alnemzetségének névadó faja.

## Származása, elterjedése
Kanada és az Amerikai Egyesült Államok keleti részének sík- és dombvidéki erdeiből terjedt el. Európában, így Magyarországon is kedvelt díszfa. Nagy helyigényű, ezért tágas parkba való. Európában 30 m magasra nő. Nyugat-Magyarországon több kisebb erdőt–ligetet ültettek belőle — az utóbbi időben kevesebbet, mert érzékeny egy gombás betegségre. Gyönyörű példányai láthatók a Szarvasi Arborétumban (Pepi-kert).

## Megjelenése, felépítése
Karcsú, kúpos, eredeti termőhelyén 50 méter magasra növő fa. Koronája szabályos kúp alakú. Az idősebb példányok oldalágai vízszintesen állnak.
Zöldes sötétszürke kérge sokáig sima marad, az idősebb példányoké mélyen barázdált.
Finom, selymes tapintású, keskeny, 5–12 cm hosszú tűlevelei ötös csoportokban nőnek. Felületük szürkészöld, belső oldaluk piszkosfehér.
Porzós virágzatai sárgák, a termősek rózsásak.
Henger alakú ívelt, lecsüngő, 3–4 cm széles toboza akár 15 cm-nél hosszabb is lehet. Fiatalon zöld, éretten világosbarna. A keskeny tobozokon fehér gyantacsepp válik ki.

## Életmódja, termőhelye
Örökzöld. Virágai nyár elején nyílnak a fiatal hajtásokon. A tobozok két év alatt érnek be, és a magvak kihullása után is sokáig a fán maradnak (Józsa).
Párás környezetben érzi magát a legjobban. A talaj kötöttségére nem érzékeny, de a meszet rosszul tűri.
Veszélyes kórokozója a ribizlirozsda, ami még az idős példányokat is elpusztíthatja.
Számos kertészeti változata ismert, de ezek Magyarországon mészkerülő jellegük miatt nem terjedtek el (Józsa).

## Felhasználása
Toboza értékes virágkötészeti alapanyag. Hasítva görög koszorúk alapjának lefűzésére használatos.

### Kertészeti változatok
- P. s. 'Radiata' — törpe (legfeljebb 2 m magasra növő) sűrűn ágas bokor. Szürkészöld, sűrűn álló tűlevelei kissé lecsüngenek. Igényei az alapfajéhoz hasonlóak. Főleg sziklakertekbe ajánlott.

## Képek

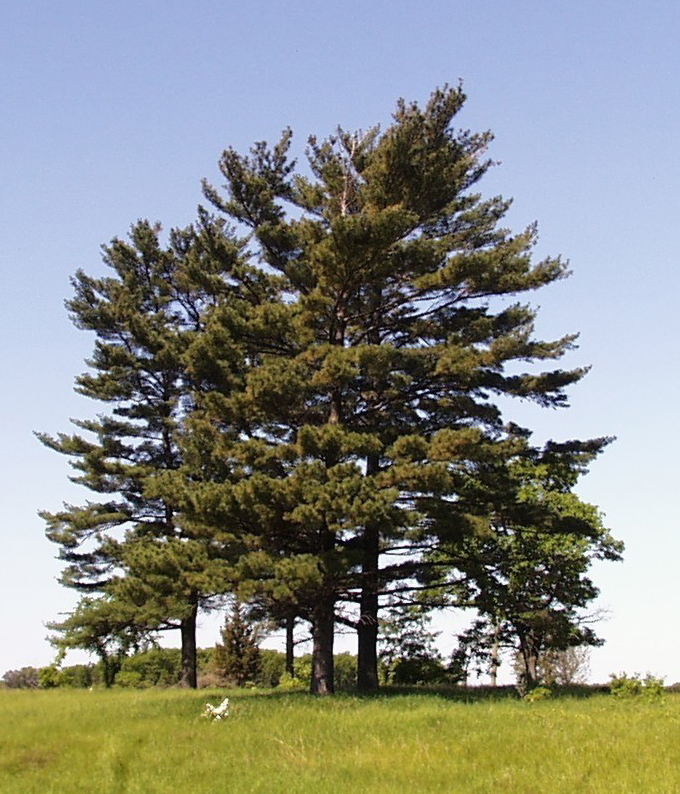
habitusa
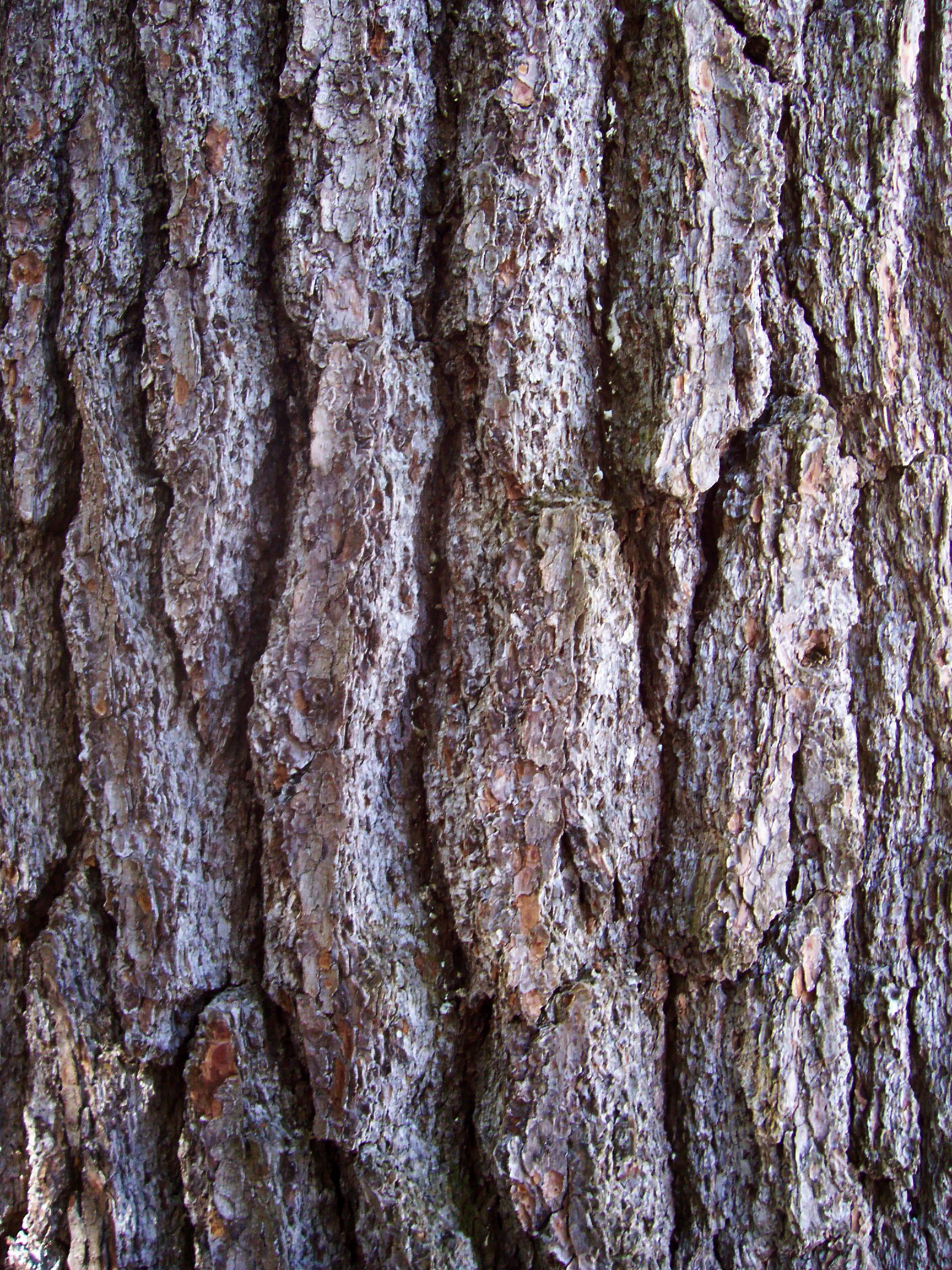
kérge
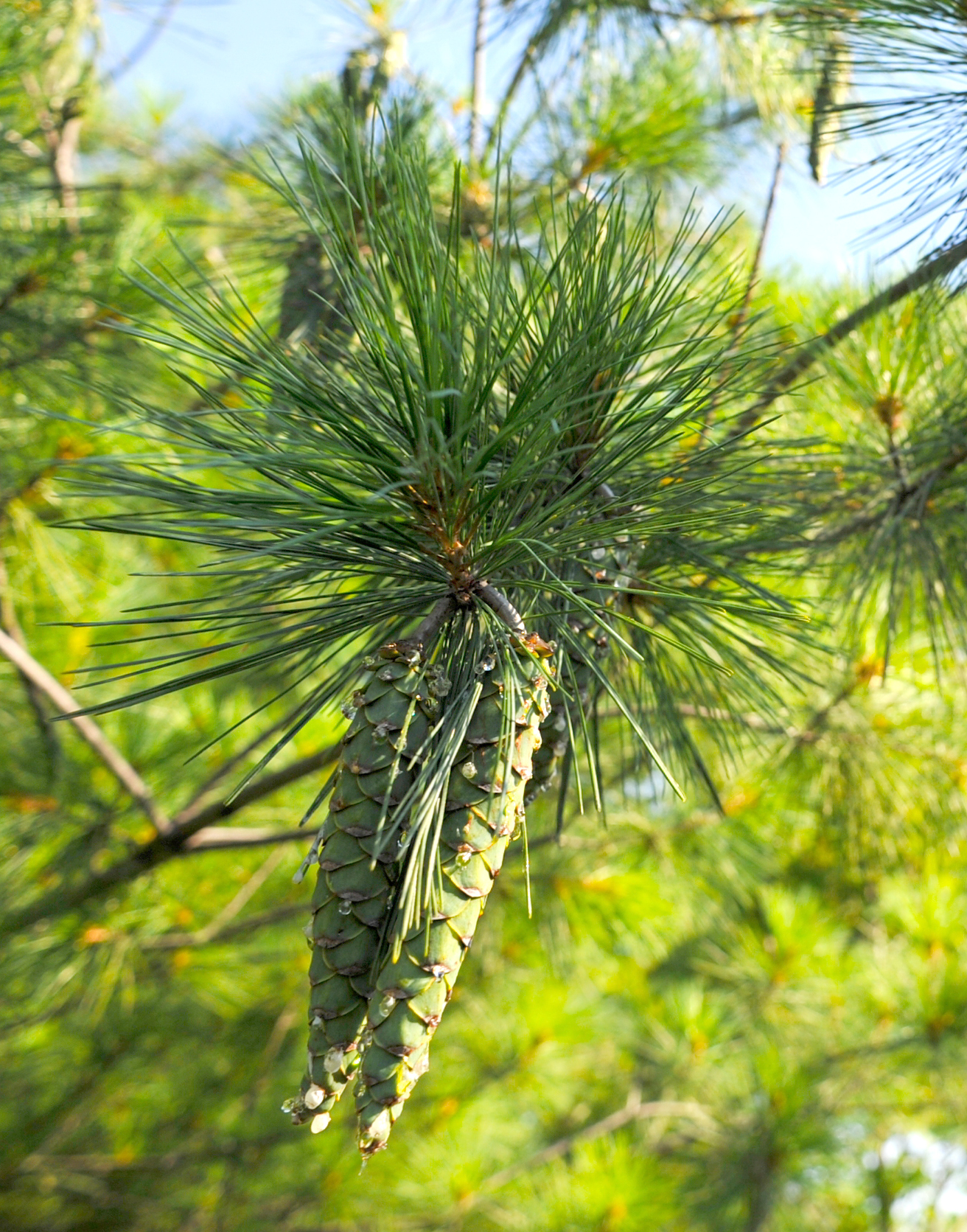
levele és éretlen toboza
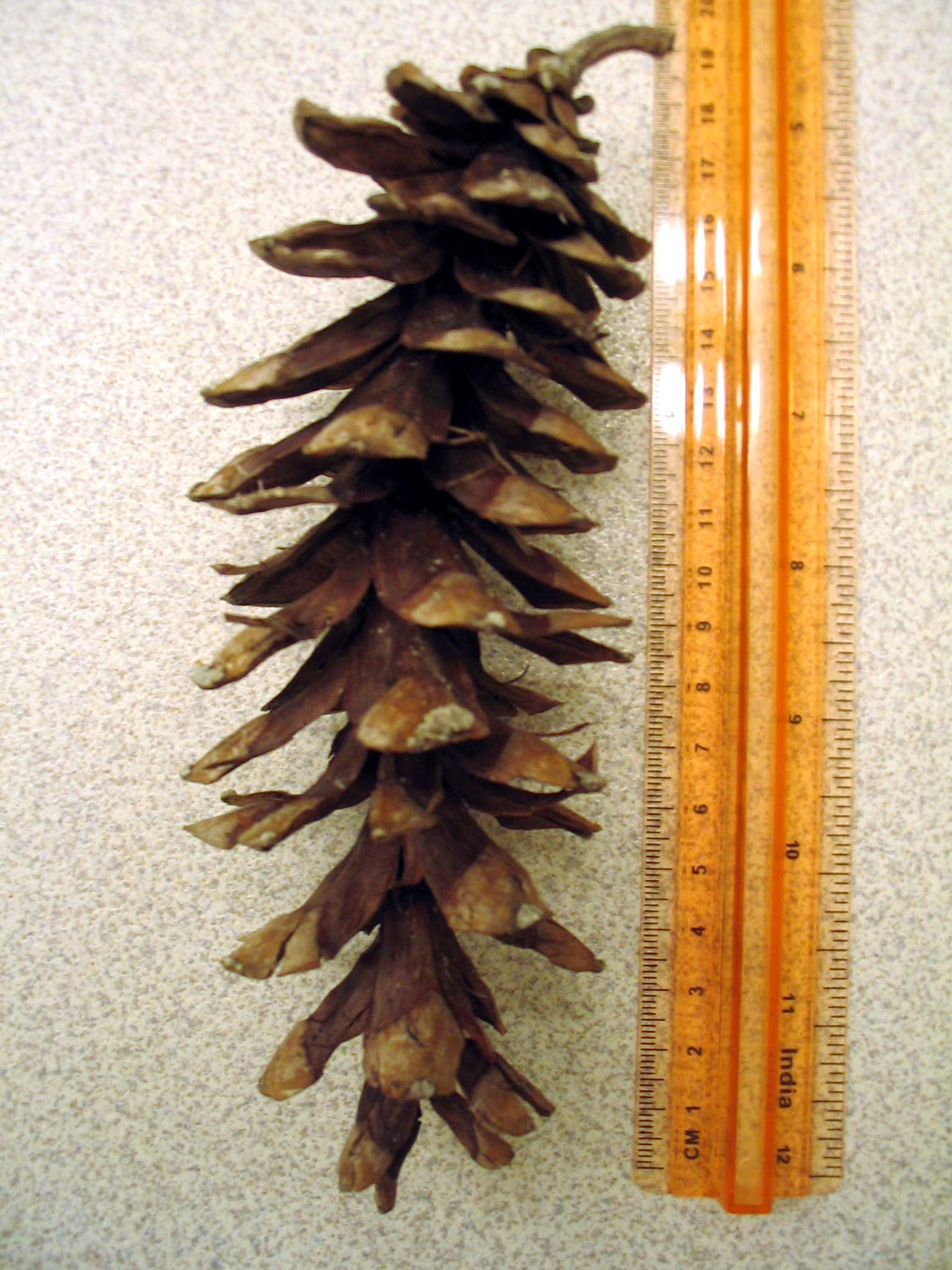
toboza
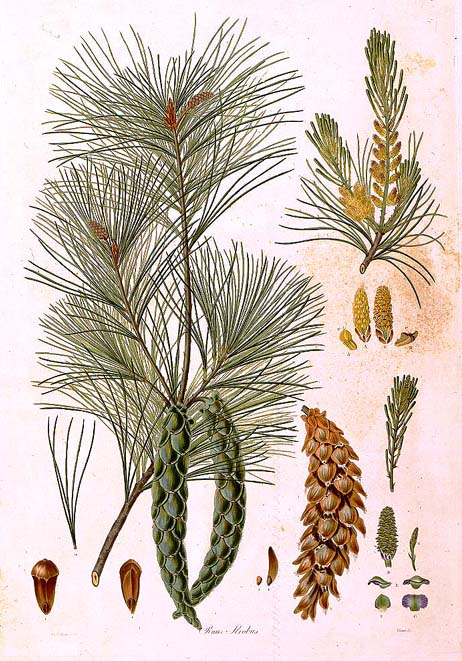
illusztrációja